# Egon Glanz
Egon Freiherr Glanz von Eicha (* 29. Dezember 1880 in Wien; † 16. April 1945 ebenda) war ein österreichischer Verwaltungsjurist und kurzzeitig Innenminister der Ersten Republik.

## Leben und Wirken
Glanz von Eicha studierte Jus an der Universität Wien (Rechtswissenschaftliche Fakultät) und wurde 1903 sub auspiciis Imperatoris promoviert. Er trat in den Staatsdienst und wurde bei der niederösterreichischen Statthalterei, der Bezirkshauptmannschaft Baden, im Handelsministerium und als Präsidialsekretär im Ministerratspräsidium verwendet. Ab 1916 war er Hofrat bei der küstenländischen Statthalterei und vertrat dort auch den Statthalter.
Egon Glanz war im zweiten Kabinett von Michael Mayr vom 20. November 1920 bis 7. April 1921 Innenminister der Republik Österreich. Er war 1921 auch Leiter der Grenzregulierungskommission gegen Jugoslawien.